# تپه احمد آباد ۲
تپه احمدآباد ۲ مربوط به عصر آهن - سدهٔ ۴ و ۵ ه.ق است و در شهرستان دورود، بخش سیلاخور، دهستان چالانچولان، ضلع جنوبی روستای احمدآباد واقع شده و این اثر در تاریخ ۲۳ بهمن ۱۳۸۵ با شمارهٔ ثبت ۱۷۱۹۳ به‌عنوان یکی از آثار ملی ایران به ثبت رسیده است.